# Тулинов, Анатолий Филиппович
Анатолий Филиппович Тулинов (24 сентября 1924, Смоленское, Смоленский район, Алтайский край — 17 января 2011) — советский и российский физик.

## Биография
- Участник Великой Отечественной войны, в январе 1945 года награждён медалью «За отвагу».
- 1951 — окончил физический факультет Московский государственный университет имени М. В. Ломоносова (МГУ).
- С 1952 года работал в МГУ.
- 1968 профессор МГУ.
- 1955—1961 — сотрудник НИИЯФ МГУ.
- 1973—1991 — заведующий кафедрой атомного ядра МГУ.
- 1978—1991 — заведующий отделом физики атомного ядра НИИЯФ.

## Научная деятельность
- 1952—1964 Выполнил цикл исследований связи механизмов ядерных реакций со структурой ядер.
- 1957—1958 Предложил и разработал новый метод измерения времени жизни возбуждённых состояний ядер в диапазоне 10−12 — 10−14 сек.
- 1961—1965 Выполнил цикл исследований многократного рассеяния заряженных частиц в тонких плёнках.
- С 1964 Занимался изучением взаимодействия пучков заряженных частиц с монокристаллами.
- 1964 Открыл новое физическое явление — эффект теней в ядерных реакциях на монокристаллах, которое признано как научное открытие и занесено в Государственный реестр открытий СССР под № 54 с приоритетом от 1964 г.[1] На базе этого эффекта был предложен и разработан оригинальный метод измерения времени протекания ядерных реакций, позволяющий измерять ультрамалые временные промежутки 10-¹⁵ — 10-¹⁸ сек. Был выполнен большой цикл исследований временных характеристик процесса деления тяжелых ядер. Провёл исследование ряда физических явлений, связанных с прохождением частиц через кристаллы: каналирование, де каналирование, особенности торможения частиц при их движении в кристаллах. Ориентационные явления были использованы для изучения вопросов физики твердого тела: определение положения примесных атомов в ячейке кристаллов, изучение структуры и свойств твердого тела в приповерхностной области.

## Награды
- Орден Октябрьской Революции (23.01.1980[2])
- Орден Отечественной войны I степени
- Орден Трудового Красного Знамени
- Орден Красной Звезды
- Медали СССР
- Государственная премия СССР
- Лауреат премии имени М. В. Ломоносова I степени (1966) за исследование нового физического явления «эффекта теней», возникающего при взаимодействии быстрых заряженных частиц с монокристаллами